# Menhirs des Dames de pierre
Les menhirs des Dames de pierre sont des menhirs situés à Pont-Saint-Martin, en France.

## Localisation
Le menhir est situé sur la commune de Pont-Saint-Martin, dans le département de la Loire-Atlantique. A 200 mètres de la rue des sports, à côté du terrain de tennis.

## Historique
Le monument est inscrit au titre des monuments historiques en 1982.

## Légende
Ces deux menhirs sont liés a une légende remontant à une époque où Saint Martin de Vertou fut chargé vers le milieu du VIe siècle par l’évêque de Nantes Félix d'évangéliser la région, :
Il aurait existé à cette époque, en 555, à l'emplacement du lac de Grand-Lieu, une riche et prospère cité nommée « Herbauges » où régnait cependant la débauche et la luxure. Mais la ville se montra tellement réfractaire à la foi, que Dieu, à la demande du religieux passablement irrité, la fit disparaître sous le flots qui donnèrent ainsi naissance au lac. 
Seul un couple et leur fils qui avait bien accueilli le Saint, fut averti par le Tout Puissant de l'imminence de la catastrophe.
S'enfuyant avec le religieux, la famille reçut néanmoins l'ordre de ne pas se retourner. Alors qu'ils longeait la rivière Ognon, un grand bruit retentissait. La femme et son fils ne purent résister à la tentation de détourner son regard vers la cité et fut alors changés en statue de pierre.
On raconte aujourd'hui encore que certaines nuits de Noël sous le lac, on entend encore sonner les cloches d’Herbauges.